# Řízená ortho-metalace
Řízená ortho-metalace je organická reakce, druh elektrofilní aromatické substituce, kde se elektrofil navazuje pouze do polohy ortho řídicí skupiny metalační reakce za pomoci aryllithné sloučeniny.
Řídicí skupina s lithiem interaguje prostřednictvím heteroatomu. Jako řídicí skupiny se u orthometalací často objevují methoxyskupiny, terciární aminy a amidy.
Na obrázku výše je znázorněná obecná ortho-metalační reakce. Aromatický kruh s řídicí skupinou 1 interaguje s alkyllithnou sloučeninou, například n-butyllithiem na meziprodukt 2, přičemž heteroatom na řídicí skupině je Lewisovou zásadou a lithium Lewisovou kyselinou. Silně zásadité alkyllithium poté deprotonuje kruh na nejbližší ortho-pozici a vytvoří aryllithnou sloučeninu 3 za zachování interakcí mezi kyselinou a zásadou. V dalším kroku se elektrofil zúčastní elektrofilní aromatické substituce s výraznou převahou substituce do polohy ipso vůči lithiu.
Běžné elektrofilní substituce s aktivujícími substituenty upřednostňují pozice ortho i para, takže cílením na ortho se zvyšuje regioselektivita reakce.
Tento druh reakce nezávisle na sobě popsali Henry Gilman a Georg Wittig kolem roku 1940.

## Příklady
Řízené orthometalace se obvykle provádějí u terciárních aminů a benzylaminů.
Také byly použity na přípravu enantiomerně čistých benzylaminů ortho-lithiací terc-butylfenylsulfoxidu. K získání lithného meziproduktu vedla asymetrická indukce vyvolaná tosylovou skupinou na iminovém elektrofilu.
Další využití řízené orthometalace spočívalo v navázání terc-butylové skupiny do polohy ortho. Lithiace je nukleofilní aromatickou substitucí a následná reakce za vzniku sulfoxidu elektrofilní aromatickou substitucí. V posledním kroku se použije terc-butyllithium jako nukleofil pro další nukleofiní aromatickou substituci přes aniontový meziprodukt.
Řízená ortho-metalace byla také spojena se Suzukiovou reakcí: Výchozím materiálem je zde nikotinamid, jenž je lithiován a vzniklý meziprodukt reaguje s triisopropoxyboranem na boronátový ester, jenž reaguje s pinakolem a nakonec s jodbenzenem za přítomnosti tetrakis(trifenylfosfin)palladia.

### U thiofenolů
Řízenou ortho-metalací lze také přeměnit thiofenoly na sloučeniny použitelné jako ligandy.

## Podobné reakce
Řízné metalace nejsou omezeny na lithné meziprodukty ani na ortho-substituce, například reakcí N,N-dimethylanilinu s komplexem tetramethylethylendiaminu, sodné soli 2,2,6,6-tetramethylpiperidinu a di-terc-butylzinku vzniká stálý meta-zinkovaný komplex, který může reagovat s jodem za vzniku N,N-dimethyl-3-jodanilinu. Reakce probíhá v hexan za pokojové teploty. Délky vazeb jsou: Zn-C = 203,5 pm ve stejné rovině jako aryl, Na-C = 269 pm 76° od roviny arylu.